# Parož
Parož este o localitate din comuna Dobrna, Slovenia, cu o populație de 54 de locuitori.